# WHA Playoff MVP
Il WHA Playoff MVP è stato un trofeo annuale assegnato al miglior miglior giocatore  al termine dei playoff della World Hockey Association. Tale premio non fu assegnato nelle prime due stagioni di esistenza della lega.

## Vincitori
| Stagione | Giocatore      | Squadra          |
| -------- | -------------- | ---------------- |
| 1974-75  | Ron Grahame    | Houston Aeros    |
| 1975-76  | Ulf Nilsson    | Winnipeg Jets    |
| 1976-77  | Serge Bernier  | Quebec Nordiques |
| 1977-78  | Robert Guindon | Winnipeg Jets    |
| 1978-79  | Rich Preston   | Winnipeg Jets    |